# Saint-Avit-Saint-Nazaire
Saint-Avit-Saint-Nazaire ist eine französische Gemeinde mit 1.484 Einwohnern (Stand: 1. Januar 2022) im Département Gironde in der Region Nouvelle-Aquitaine. Sie gehört zum Arrondissement Libourne und zum Kanton Le Réolais et Les Bastides. Die Einwohner werden Saint-Avirois genannt.

## Geografie
Saint-Avit-Saint-Nazaire ist die östlichste Gemeinde im Département Gironde. Sie liegt etwa 17 Kilometer westlich von Bergerac am Fluss Dordogne, der die Grenze zum Département Dordogne bildet, im Weinbaugebiet Sainte-Foy-Bordeaux. Der Seignal mündet in Saint-Avit-Saint-Nazire in die Dordogne. Umgeben wird Saint-Avit-Saint-Nazaire von den Nachbargemeinden Le Fleix im Norden, Saint-Pierre-d’Eyraud im Nordosten und Osten, Gardonne im Osten und Südosten, Razac-de-Saussignac im Süden, Saint-Philippe-du-Seignal im Süden und Südwesten, Pineuilh im Südwesten und Westen sowie Port-Sainte-Foy-et-Ponchapt im Westen.

## Bevölkerungsentwicklung
| Jahr                       | 1962 | 1968 | 1975 | 1982 | 1990 | 1999 | 2009 | 2020 |
| Einwohner                  | 858  | 867  | 1015 | 1203 | 1278 | 1381 | 1516 | 1485 |
| Quellen: Cassini und INSEE |      |      |      |      |      |      |      |      |

## Sehenswürdigkeiten
- Protestantische Kirche Les Briands

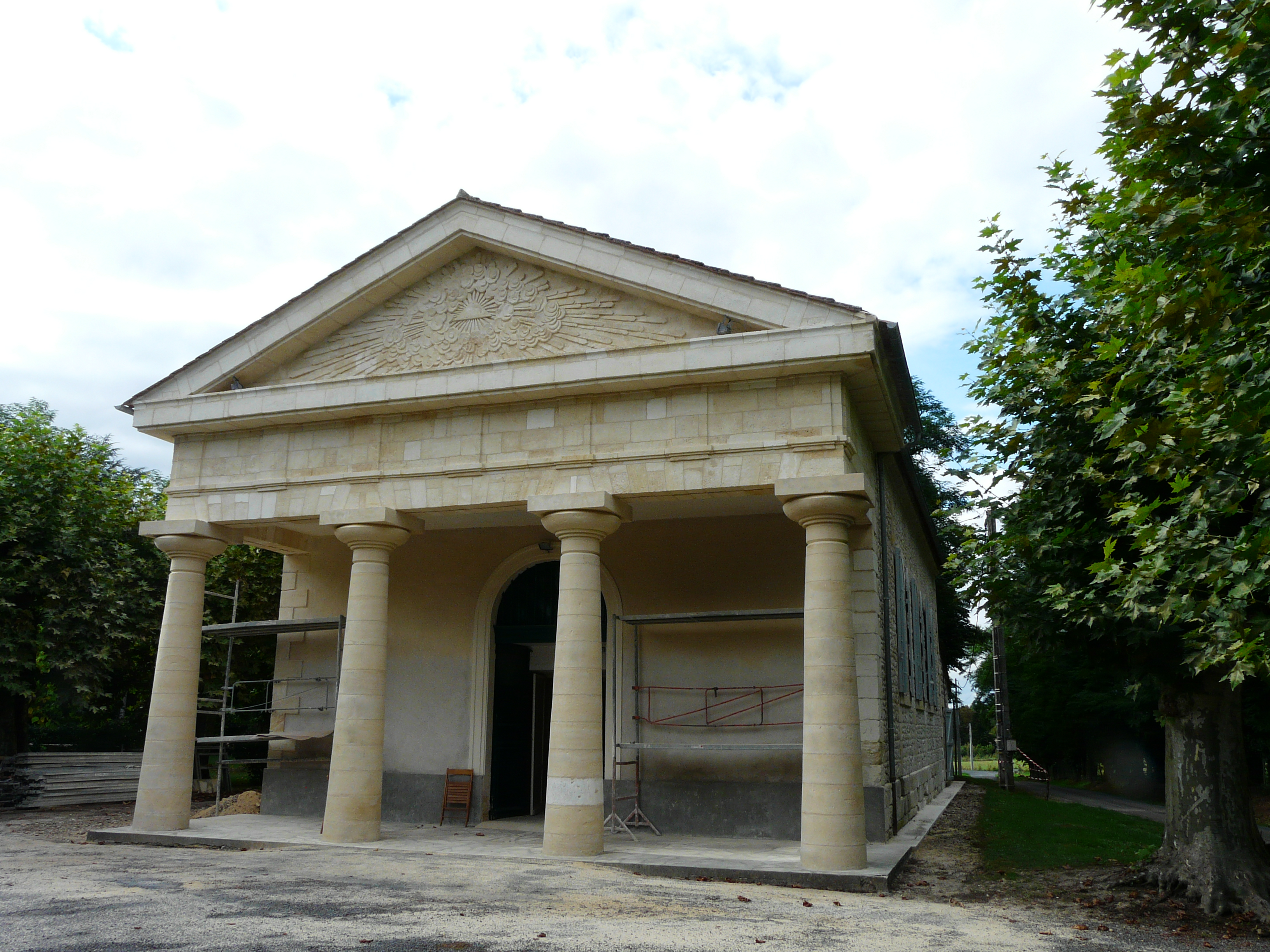
Protestantische Kirche
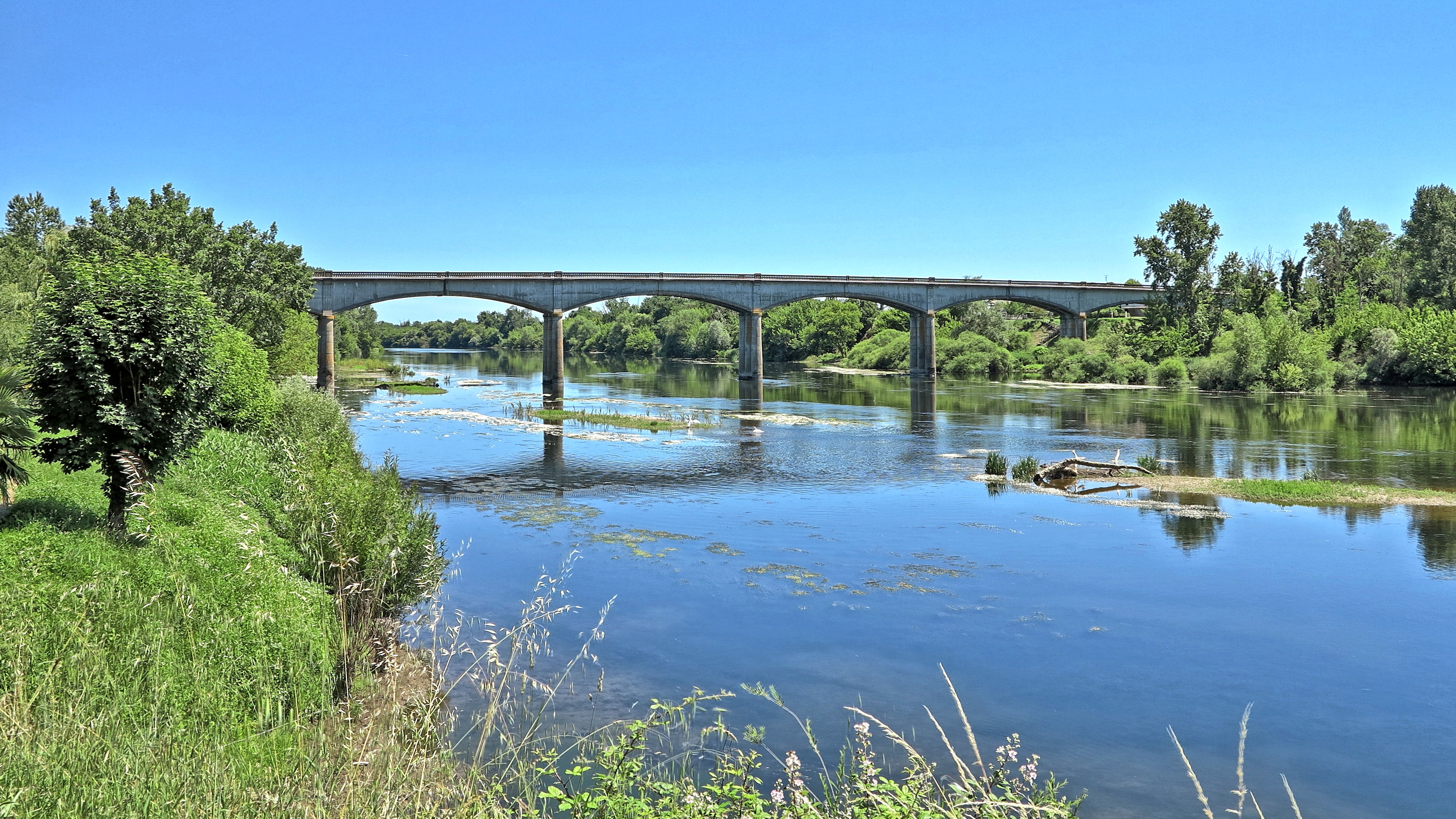
Brücke über die Dordogne nach Le Fleix